# مرکز تحقیقات استراتژیک
مرکز تحقیقات استراتژیک یکی از نهادهای زیر نظر مجمع تشخیص مصلحت نظام بود، که با هدف تدوین و تنظیم استراتژی برای جمهوری اسلامی ایران در ابعاد گوناگون در سال ۱۳۶۸ تشکیل شد. این مرکز در سال ۱۳۹۶ منحل و به دبیرخانه مجمع منتقل شد.
وظیفهٔ این مرکز انجام مطالعات راهبردی در زمینه‌های مختلف بین‌المللی، سیاسی، اقتصادی، حقوقی، فرهنگی و اجتماعی بود.

## تاریخچه
در سال ۱۳۶۸ مرکز تحقیقات استراتژیک مجمع تشخیص مصلحت نظام توسط سید محمد موسوی خوئینی‌ها تأسیس شد که تعدادی از فعالان دانشجویی دوران انقلاب و اصلاح‌طلبان دهه بعد در آن فعالیت می‌کردند. 
این مرکز تا سال ۱۳۷۶ وابسته به نهاد ریاست‌جمهوری بود، اما در این سال براساس مصوبهٔ شورای‌عالی اداری از نهاد ریاست‌جمهوری جدا شد و به عنوان بخش تحقیقاتی مجمع تشخیص مصلحت نظام به آن پیوست. این مرکز تا سال ۱۳۹۶ به فعالیت خود تحت عنوان «مرکز تحقیقات استراتژیک» ادامه داد.
مرکز تحقیقات استراتژیک و پژوهشکدهٔ تحقیقات راهبردی دو مجموعه تحقیقاتی ذیل ساختار مجمع تشخیص مصلحت نظام بودند که مرکز تحقیقات استراتژیک در سال ۱۳۹۶ منحل گردید و پژوهشکده تحقیقات راهبردی هم‌اکنون به فعالیت خود ادامه می‌دهد.
این مرکز در سال ۱۳۹۶ و در ایام انحلال خود، با دستور رهبری ساختمان مشهور نیاوران را به مرکز پژوهش‌های مجلس شورای اسلامی تحویل داد. همچنین دامنه وبسایت مرکز تحقیقات استراتژیک به پژوهشکده تحقیقات راهبردی اختصاص یافت.

## وظایف
انجام مطالعه و تحقیق پیرامون آن دسته از موضوعاتی که براساس قانون در حیطهٔ وظایف مجمع تشخیص مصلحت نظام قرار دارد (تدوین سیاست‌های کلان نظام، ارائهٔ مشاوره به رهبری، بازنگری احتمالی قانون اساسی، ارائهٔ راه‌حل در زمینهٔ معضلات کلان و موضوعات مورد اختلاف میان نهادهای قانونی و …) از دیگر وظایف این مرکز بود. با توجه به اینکه مجمع تشخیص مصلحت نظام در جهت تدوین استراتژی کلی نظام عمل می‌نمود، لذا فعالیت‌های پژوهشی مرکز نیز عمدتاً ماهیتی استراتژیک داشت.
مرکز تحقیقات استراتژیک بخش قابل ملاحظه‌ای از نتایج تحقیقات خود را برای مسؤولان عالی‌رتبهٔ کشور ارائه می‌کرد و برخی را نیز به صورت کتاب منتشر می‌ساخت. افزون بر آن، نشریهٔ «راهبرد» فصلنامه مرکز تحقیقات استراتژیک نیز بخش دیگری از نتایج تحقیقی را در قالب مقالات منتشر می‌کرد که در حال حاضر پژوهشکده تحقیقات راهبردی انتشار آن را بر عهده دارد. فصلنامهٔ National Interest نشریهٔ دیگر این مرکز بود که به زبان انگلیسی منتشر می‌شد.

## ساختار
مرکز تحقیقات استراتژیک دارای ۷ معاونت اجرایی و پژوهشی به شرح زیر بود:
- معاونت اجرایی و اطلاع‌رسانی
- معاونت پژوهش‌های حقوقی
- معاونت پژوهش‌های روابط بین‌الملل
- معاونت پژوهش‌های اقتصادی
- معاونت پژوهش‌های سیاست خارجی
- معاونت پژوهش‌های علم و فناوری
- معاونت پژوهش‌های فرهنگی و اجتماعی

## رؤسای مرکز
- سید محمد موسوی خوئینی‌ها (۱۳۶۸ تا ۱۳۷۱)
- حسن روحانی (۱۳۷۱ تا ۱۳۹۲)
- علی‌اکبر ولایتی (۱۳۹۲ تا ۱۳۹۶)[۶]